# Kirima (periodiskt vattendrag)
Kirima är ett periodiskt vattendrag i Burundi.   Det ligger i provinsen Cankuzo, i den nordöstra delen av landet, 120 kilometer öster om huvudstaden Bujumbura.
I omgivningarna runt Kirima växer huvudsakligen savannskog. Runt Kirima är det ganska tätbefolkat, med 93 invånare per kvadratkilometer.